# Championnat de Suisse masculin de basket-ball 2020-2021
Navigation
Saison 2019-2020 Saison 2021-2022
La saison 2020-2021 de SB League Men (SBL Men - ex-LNA) est la 86e édition du championnat de Suisse de basket-ball.
Le samedi 10 octobre 2020, la saison n'a pas commencé comme prévu en raison de la pandémie de coronavirus; un joueur des Starwings ayant été testé positif au COVID-19. Les premiers matchs se jouent le dimanche 11 octobre 2020.

## Format de compétition

### Playoff
Les quarts de finale, les demi-finales et la finale se jouent au meilleur des cinq matchs.

## Équipes
La ligue est composée de 9 équipes.
| Équipe               | Emplacement |
| -------------------- | ----------- |
| BBC Monthey-Chablais | Monthey     |
| BBC Nyon             | Nyon        |
| BC Boncourt Red Team | Boncourt    |
| FR Olympic           | Fribourg    |
| Lions de Genève      | Genève      |
| AB Lugano Tigers     | Lugano      |
| Spinelli Massagno    | Massagno    |
| Starwings            | Bâle        |
| Union Neuchâtel      | Neuchâtel   |

## Saison régulière

### Classement saison régulière
https://swiss.basketball/national-competitions/sbl/men/ranking

## Clubs engagés en Coupe d'Europe

### EuroLigue
Aucun club suisse ne participe à cette compétition.

### EuroCoupe
Aucun club suisse ne participe à cette compétition.

### Ligue des Champions
| Équipe                  | Qualifications         | Qualifications | Saison régulière | Saison régulière | Playoffs | Playoffs       | Final 8 | Final 8        | Bilan général  |
| Équipe                  | Résultat               | Vic-Déf (%Vic) | Résultat         | Vic-Déf (%Vic)   | Résultat | Vic-Déf (%Vic) | Stade   | Vic-Déf (%Vic) | Vic-Déf (%Vic) |
| ----------------------- | ---------------------- | -------------- | ---------------- | ---------------- | -------- | -------------- | ------- | -------------- | -------------- |
| Fribourg Olympic Basket | 1/2 finale du groupe C | 0 - 1 (0%)     | Éliminé          | Éliminé          | Éliminé  | Éliminé        | Éliminé | Éliminé        | 0 - 1 (0%)     |

### Coupe d'Europe FIBA
| Équipe                            | Saison régulière | Saison régulière | Playoffs      | Playoffs       | Bilan général  |
| Équipe                            | Résultat         | Vic-Déf (%Vic)   | Résultat      | Vic-Déf (%Vic) | Vic-Déf (%Vic) |
| --------------------------------- | ---------------- | ---------------- | ------------- | -------------- | -------------- |
| Fribourg Olympic Basket (reversé) | 1er du groupe E  | 1 - 1 (50%)      | 1/8 de finale | 0 - 1 (0%)     | 1 - 2 (33%)    |